# Roco Modelleisenbahn GmbH
A Roco Modelleisenbahn GmbH egy osztrák vasútmodell-márka, ami 1960-ban jött létre, igaz, akkor még tank maketteket készítettek. A cég vasútmodelleket 1967-től gyártott eleinte csak Amerikának, de később a német piacra is elkezdett 1:87 H0 méretarányú teherkocsikat készíteni. A Roco hamar népszerű lett a jó ár-érték aránya miatt. Továbbá az is érdekes, hogy népszerűsége miatt a cég egyes termékkategóriákat nagyon soká kezdett el gyártani: Ezek a mozdony-modellek (1976-tól) és a Roco sínek (1989-től). Az első kezdőkészletük is csak az 1990-es évek elején jelent meg a cégnek. A cég folyamatosan tartja magát a korral: Ugyanis európai szinten elég hamar, (1995-ben) beszállt a digitális vasútmodellezés piacára, a Roco LokMaus vezérlővel, aminek az utódját a Roco Multimaus-t (és egyéb verzióit) a mai napig gyártják. Még ekkortájt megjelentek az olyan szinten kidolgozott modellek, amik a mai napig megállják a helyüket, és a mai színvonalat hozzák. A Roconál a 2010-es évek környékén nagy változások mennek véghez: A LokMaus gyártásának befejezése, arculati illetve újabb digitális vasútmodell fejlesztések történnek. A cég megcsinálja a Fleischmann céggel közösen a Z21-et és verzióit, ami forradalom a digitális vasútmodellezés történetében. A cég központja Salzburgban van, de már Vietnámban, és Aradon is gyártanak modelleket.

## A Roco/Fleischmann Z21
Általános nyelvjárásban csak Roco Z21 egy digitális vasútmodell-vezérlő központ, amivel a váltóktól kezdve a személykocsik világításán át a mozdonyokig szinte mindent lehet vezérelni. Ennek a Z21-nek kettő verziója van: Van a Z21 start amit a kezdőkészletekhez kapunk, sima vezetékes multimaussal, a másik a sima Z21 központ, amit külön kell megvenni. A kettő között annyi a különbség hogy a sima Z21 sokkal erősebb, több digitális mozdonycímet tud megjegyezni, meg még sorolhatnám. Ezentúl még kapható egy Z21 XL Series variáns, ami nagyobb méretarányú pályákhoz való (például 0-ás). A Z21 működik a Multimaus minden verziójával, és még okoseszközökkel is. Ehhez lett kitalálva a Z21 Wifi is aktiváló, ami egy speciális kód, direkt ilyen vezérlési célokra, amit otthoni wifivel is lehet kalibráni, de lehet készletben külön routert kóddal együtt venni. Ezt wifit először be kell programozni, csak aztán működik. Ha ez sikeres, akkor ezt az eszközt csatlakoztatjuk bármely Z21 wifi hálózathoz, ami lehet okostelefon, táblagép, asztali számítógép, laptop, vagy pedig Roco wlanMAUS. Ha mindez kész, akkor az ehhez kifejlesztett speciális gyári alkalmazásba felvesszük a mozdonyokat, járműveket, egyéb dolgokat amiket akarunk vele irányítani. Az alkalmazás címe szimplán Z21 (az oldal szerkesztésének az időpontjában a szürke hátteres a kompatibilis) és letölthető az AppStore-ból meg a Google Play-ről. A cég a 2010-es években olyan mozdonyokat csinált aminek a fülkéjében kamera van, és az alkalmazáson keresztül látható mit vesz fel, sőt ha táblagépről irányítjuk az adott mozdonyt akkor betöltődik a jármű eredeti megfelelőjének a vezérállása, és mint egy szimulátor, úgy irányíthatóak. Jelenleg[mikor?] ilyen mozdonyt nem kapni, de más hasonló érdekességgel  azonban idén is előrukkolt a cég: Az alkalmazásba új funkciókat tettek 2020 végén, és kiadtak H0 méretarányban egy digitális-hangos vasúti darut, amit az alkalmazás segítségével lehet kezeli, hasonlóan mint egy drónt.

## A Roco multimaus
A Roco multimaus egy digitális vasútmodell kézivezérlő, amit a cég az elöregedett LokMaus leváltására fejlesztett ki a cég a 2000-res évek második felében. Egy darabig egy úgynevezett Roco Boosterrel lehetett kapni kizárólag kezdőkészletekben, de később ezek a tételek külön megvásárolhatóak lettek. Ha ma Roco digitális kezdőkészletet vásárolunk akkor Booster helyett Z21 start lesz a digitális központ. A Roco Boostert lehet ma is kapni, igaz külön kell megvenni és a neve Roco Z21 Booster. A multimaust a Rocon kívül más cég is gyártja és forgalmazza, ez nem más mint a Fleischmann. A Roco multimaus meg a Fleischmann multimaus között annyi a különbség hogy más a színük és más a külső feliratozás, mind a kettő ugyanazt tudja. A multimaus a mozdonyon kívül digitális váltókat is tud vezérelni és 64 mozdonycím tárolására képes. A  multimasnak 3 verziója van:
- A hagyományos vezetékes Roco/Fleischmann multimaus
- A Roco wlanMAUS, ami vezeték nélküli és kizárólag Z21 wifivel működik. Elem kell bele.
- A roco multimausPRO ami rádiófekvrenciával a Roco speciális vezérlőjével működik, de ezt nagyon rövid ideig lehetett kapni és nagyon drágán. Elem ebbe is kell.

A multimaus sikere a mai napig[mikor?] töretlen, hisz sok helyen használják, univerzális és egyszerűen használható. A Roco nem fogja leváltani még, hiszen a mai napig fejlesztik, tökéletesítik.[forrás?]

## Roco sínek
A Roconak három méretarányban készülnek vágányelemei: H0 méretarány, H0e méretarány, és TT méretarány.

## Ikonikus Roco által gyártott modellek
Olyan modellek kerülnek most felsorolásra, amiknek a neve szinte egyenlő a Roco márkanévvel.[forrás?]
- ICE 2
- Br 80-as gőzmozdony
- Br 142 Ludmilla
- Br 151 tehervonati villanymozdony
- Br 120 (MÁV M62 sorozat)
- Br 212
- Br 218

## Magyar vonatkozású Roco vasútmodellek
Itt olyan modellek kerülnek felsorolásra, amit a Roco gyárt(ott) MÁV-os vagy GySEV-es esetleg valami magyar magánvasút kivitelében.
- MÁV és GySEV Taurus
- MÁV Es kocsi
- MÁV GOSA kocsik
- MÁV és GySEV M62 sorozat
- MÁV Schlieren
- Tadgs RCH teherkocsi
- GySEV Bmz/Amz
- GySEV és MÁV Eas
- GySEV Br 132 "Ludmilla"
- MÁV 480 sorozat
- MÁV M61 sorozat
- MÁV M30 sorozat
- MÁV Lange-Schlieren vezérlő
- MÁV YB/70 kocsik
- MÁV 109 109 sorozat
- MÁV-Start Bd személykocsik